# Шортсвілл (Нью-Йорк)
Шортсвілл (англ. Shortsville) — селище (англ. village) в США, в окрузі Онтаріо штату Нью-Йорк. Населення — 1400 осіб (2020).

## Географія
Шортсвілл розташований за координатами 42°57′20″ пн. ш. 77°13′25″ зх. д. / 42.95556° пн. ш. 77.22361° зх. д. (42.955474, -77.223524). За даними Бюро перепису населення США, в 2010 році селище мало площу 1,73 км², уся площа — суходіл. В 2017 році площа становила 1,62 км², уся площа — суходіл.

## Демографія
Згідно з переписом 2010 року, у селищі мешкало 1439 осіб у 570 домогосподарствах у складі 403 родин. Густота населення становила 832 особи/км². Було 603 помешкання (349/км²).
Расовий склад населення:
| - 97,5 % — білих - 0,6 % — чорних або афроамериканців - 0,5 % — корінних американців - 0,4 % — азіатів |

До двох чи більше рас належало 1,0 %. Частка іспаномовних становила 1,6 % від усіх жителів.
За віковим діапазоном населення розподілялося таким чином: 24,2 % — особи молодші 18 років, 61,8 % — особи у віці 18—64 років, 14,0 % — особи у віці 65 років та старші. Медіана віку мешканця становила 42,0 року. На 100 осіб жіночої статі у селищі припадало 96,3 чоловіків; на 100 жінок у віці від 18 років та старших — 94,5 чоловіків також старших 18 років.
Середній дохід на одне домашнє господарство становив 65 122 долари США (медіана — 50 329), а середній дохід на одну сім'ю — 78 889 доларів (медіана — 66 771). Медіана доходів становила 41 853 долари для чоловіків та 35 972 долари для жінок. За межею бідності перебувало 13,1 % осіб, у тому числі 22,8 % дітей у віці до 18 років та 4,3 % осіб у віці 65 років та старших.
Цивільне працевлаштоване населення становило 737 осіб. Основні галузі зайнятості: освіта, охорона здоров'я та соціальна допомога — 36,5 %, виробництво — 15,9 %, мистецтво, розваги та відпочинок — 10,4 %, роздрібна торгівля — 7,9 %.